# Biegi narciarskie na Zimowych Igrzyskach Olimpijskich 2022
Biegi narciarskie na Zimowych Igrzyskach Olimpijskich 2022 – jedna z dyscyplin rozgrywanych podczas igrzysk w dniach 5–20 lutego 2022 roku na trasach Kuyangshu Nordic Center and Biathlon Center w Zhangjiakou. Podczas trwania imprezy zawodnicy i zawodniczki rywalizowali w 12 konkurencjach: biegu indywidualnym, łączonym, masowym, sprincie, sprincie drużynowym oraz sztafetach kobiet i mężczyzn.

## Terminarz
| Data      | Godzina                         | Konkurencja                                          | Mistrz IO 2018                       |
| --------- | ------------------------------- | ---------------------------------------------------- | ------------------------------------ |
| 5 lutego  | 15:45 (UTC+08:00) / 8:45 (CET)  | Bieg łączony kobiet (7,5 km + 7,5 km)                | Charlotte Kalla                      |
| 6 lutego  | 15:00 (UTC+08:00) / 8:00 (CET)  | Bieg łączony mężczyzn (15 km + 15 km)                | Simen Hegstad Krüger                 |
| 8 lutego  | 16:00 (UTC+08:00) / 9:00 (CET)  | Sprint stylem dowolnym kobiet i mężczyzn             | Stina Nilsson Johannes Høsflot Klæbo |
| 10 lutego | 15:00 (UTC+08:00) / 8:00 (CET)  | Bieg indywidualny stylem klasycznym kobiet (10 km)   | Ragnhild Haga                        |
| 11 lutego | 15:00 (UTC+08:00) / 8:00 (CET)  | Bieg indywidualny stylem klasycznym mężczyzn (15 km) | Dario Cologna                        |
| 12 lutego | 15:30 (UTC+08:00) / 8:30 (CET)  | Sztafeta kobiet (4 × 5 km)                           | Norwegia                             |
| 13 lutego | 15:00 (UTC+08:00) / 8:00 (CET)  | Sztafeta mężczyzn (4 × 10 km)                        | Norwegia                             |
| 16 lutego | 17:00 (UTC+08:00) / 10:00 (CET) | Sprint drużynowy stylem klasycznym kobiet i mężczyzn | Stany Zjednoczone Norwegia           |
| 19 lutego | 14:00 (UTC+08:00) / 7:00 (CET)  | Bieg masowy stylem dowolnym mężczyzn (50 km)         | Iivo Niskanen                        |
| 20 lutego | 14:30 (UTC+08:00) / 7:30 (CET)  | Bieg masowy stylem dowolnym kobiet (30 km)           | Marit Bjørgen                        |

## Medaliści
| Konkurencja                | Złoto | Czas      | Srebro                                                                              | Czas      | Brąz                                                                       | Czas      |
| Bieg łączony kobiet        | Therese Johaug                                                                                            | 44:13,7   | Natalja Niepriajewa                                                                 | 44:43,9   | Teresa Stadlober                                                           | 44:44,2   |
| Bieg łączony mężczyzn      | Aleksandr Bolszunow                                                                                       | 1:16:09,8 | Dienis Spicow                                                                       | 1:17:20,8 | Iivo Niskanen                                                              | 1:18:10,0 |
| Sprint kobiet              | Jonna Sundling                                                                                            | 3:09,68   | Maja Dahlqvist                                                                      | 3:12,56   | Jessica Diggins                                                            | 3:12,84   |
| Sprint mężczyzn            | Johannes Høsflot Klæbo                                                                                    | 2:58,06   | Federico Pellegrino                                                                 | 2:58,32   | Aleksandr Tierientjew                                                      | 2:59,37   |
| Bieg indywidualny kobiet   | Therese Johaug                                                                                            | 28:06,3   | Kerttu Niskanen                                                                     | 28:06,7   | Krista Pärmäkoski                                                          | 28:37,8   |
| Bieg indywidualny mężczyzn | Iivo Niskanen                                                                                             | 37:54,8   | Aleksandr Bolszunow                                                                 | 38:18,0   | Johannes Høsflot Klæbo                                                     | 38:32,3   |
| Sztafeta kobiet            | Rosyjski Komitet Olimpijski Julija Stupak · Natalja Niepriajewa · Tatjana Sorina · Wieronika Stiepanowa   | 53:41,0   | Niemcy Katherine Sauerbrey · Katharina Hennig · Victoria Carl · Sofie Krehl         | 53:59,2   | Szwecja Maja Dahlqvist · Ebba Andersson · Frida Karlsson · Jonna Sundling  | 54:01,7   |
| Sztafeta mężczyzn          | Rosyjski Komitet Olimpijski Aleksiej Czerwotkin · Aleksandr Bolszunow · Dienis Spicow · Siergiej Ustiugow | 1:54:50,7 | Norwegia Emil Iversen · Pål Golberg · Hans Christer Holund · Johannes Høsflot Klæbo | 1:55:57,9 | Francja Richard Jouve · Hugo Lapalus · Clément Parisse · Maurice Manificat | 1:56:07,1 |
| Sprint drużynowy kobiet    | Niemcy Katharina Hennig · Victoria Carl                                                                   | 22:09,85  | Szwecja Maja Dahlqvist · Jonna Sundling                                             | 22:10,02  | Rosyjski Komitet Olimpijski Julija Stupak · Natalja Niepriajewa            | 22:10,56  |
| Sprint drużynowy mężczyzn  | Norwegia Erik Valnes · Johannes Høsflot Klæbo                                                             | 19:22,99  | Finlandia Iivo Niskanen · Joni Mäki                                                 | 19:25,45  | Rosyjski Komitet Olimpijski Aleksandr Bolszunow · Aleksandr Tierientjew    | 19:27,28  |
| Bieg masowy mężczyzn       | Aleksandr Bolszunow                                                                                       | 1:11:32,7 | Iwan Jakimuszkin                                                                    | 1:11:38,2 | Simen Hegstad Krüger                                                       | 1:11:39,7 |
| Bieg masowy kobiet         | Therese Johaug                                                                                            | 1:24:54,0 | Jessica Diggins                                                                     | 1:26:37,3 | Kerttu Niskanen                                                            | 1:27:27,3 |

## Klasyfikacja medalowa
| Miejsce | Państwo                     | złoto | srebro | brąz | Razem |
| ------- | --------------------------- | ----- | ------ | ---- | ----- |
| 1.      | Norwegia                    | 5     | 1      | 2    | 8     |
| 2.      | Rosyjski Komitet Olimpijski | 4     | 4      | 3    | 11    |
| 3.      | Finlandia                   | 1     | 2      | 3    | 6     |
| 4.      | Szwecja                     | 1     | 2      | 1    | 4     |
| 5.      | Niemcy                      | 1     | 1      | 0    | 2     |
| 6.      | Stany Zjednoczone           | 0     | 1      | 1    | 2     |
| 7.      | Włochy                      | 0     | 1      | 0    | 1     |
| 8.      | Austria                     | 0     | 0      | 1    | 1     |
| 8.      | Francja                     | 0     | 0      | 1    | 1     |